# Fiacru

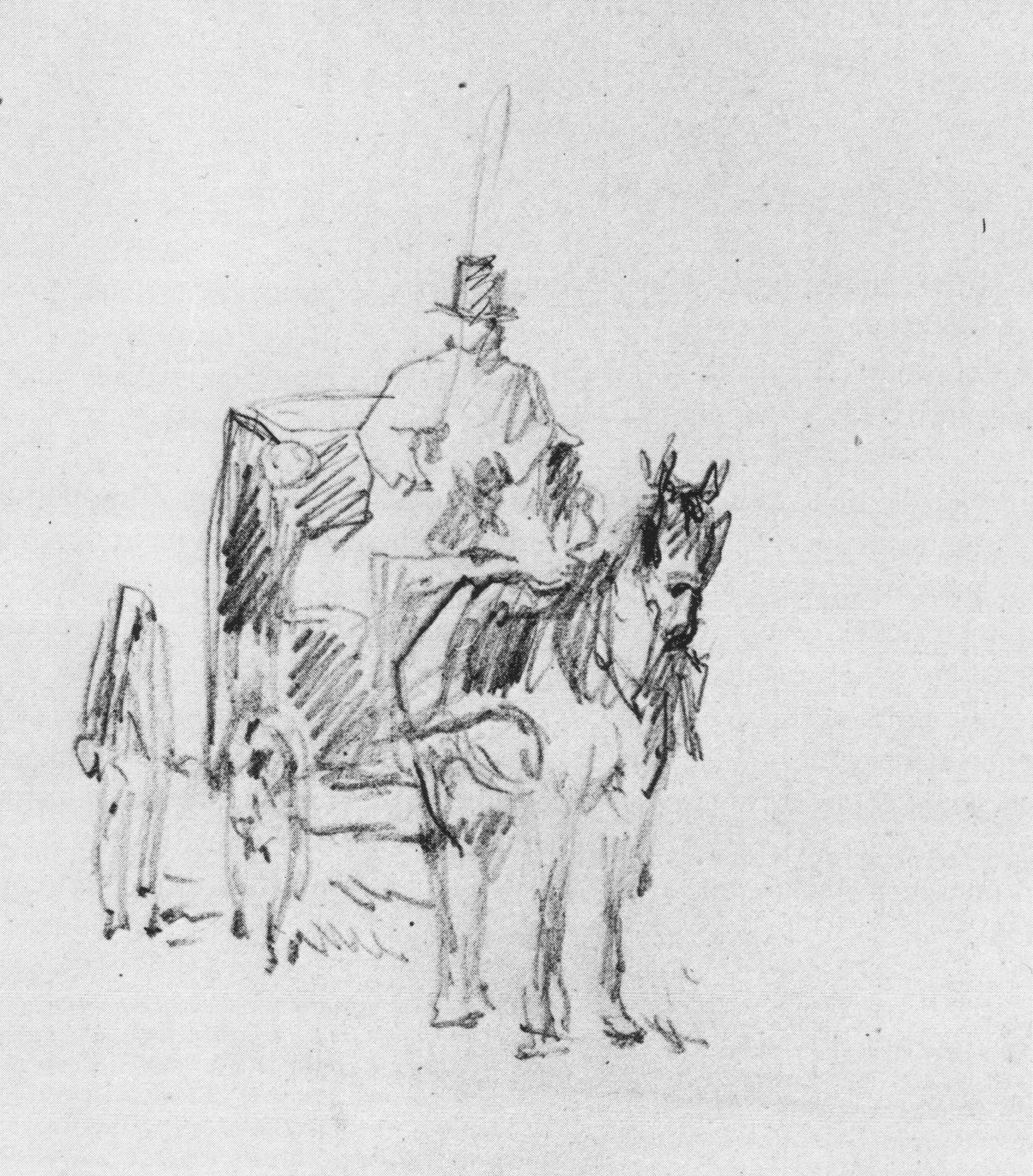
Le fiacre de Édouard Manet (1878)

Fiacrul (din franceză fiacre) a fost o trăsură de oraș cu patru locuri, trasă de cai și folosită în Europa de Vest ca taxi înainte de inventarea automobilului. 
Cuvântul „fiacre” provine de la numele Hôtel de Saint Fiacre din Paris, vizavi de care a fost deschis primul stabiliment care închiria trăsuri cu ora și cu ziua

## Paris

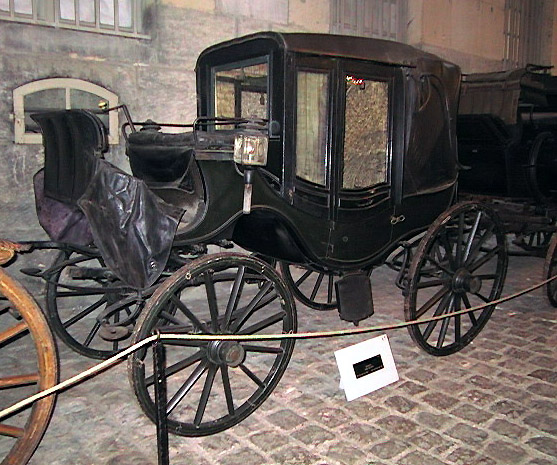
Fiacre din 1830

Nicholas Sauvage, un constructor de trăsuri din Amiens, a înființat o afacere de închiriere de trăsuri la Paris în 1645. El a început prin a închiria trăsuri cu patru locuri la un preț de 10 sous pe oră și a dezvoltat afacerea într-un sistem de transport public numit "les carosses à 5 sous" ("trăsurile cu 5 sutimi"). Aceste trăsuri cu 8 locuri au fost puse în funcțiune pe cinci „linii” între mai și iulie 1662, fiind precursoare ale autobuzului modern. Cu toate acestea, tarifele în creștere au dus la închiderea sistemului „les carosses à 5 sous” în 1679.
După închiderea sistemului "les carosses à 5 sous" în 1679, agenții privați de închiriere de trăsuri au început să umple golurile rămase în transportul public din Paris. Printre acestea se numărau "vinaigrette", o trăsură cu două roți, condusă și acționată de două persoane, cabriolet, o trăsură periculoasă cu două roți, trasă de un singur cal, și tradiționalele fiacre cu patru roți.
În momentul Revoluției Franceze, în Paris funcționau peste 800 de fiacre. Acestea erau utilizate în principal de către clasa de mijloc și de către turiști, dar și de către locuitorii obișnuiți ai orașului.
În 1855, Napoléon al III-lea a creat Compagnie Impériale des Voitures à Paris (CIV) pentru a controla monopolistic afacerea de închiriere de fiacre din Paris. CIV în 1860, opera cu 3 830 de fiacre și deținea 8 000 de cai;în același an, CIV a transportat peste 10 milioane de pasageri. Șoferii de fiacre câștigau aproximativ trei franci pe zi, plus doi franci bacșișuri. În 1866, CIV și-a pierdut statutul de monopol și a devenit o Société Anonyme. A început să folosească vehicule motorizate în 1898, dar în 1911 încă mai opera 3500 de vehicule trase de cai.În anii 1890, cântăreața pariziană de music-hall Yvette Guilbert a lansat un cântec popular numit "Le fiacre", care a devenit foarte popular în Franța. Cântecul narază povestea unui bărbat în vârstă care își vede soția într-un fiacre cu amantul ei. Versurile au devenit cunoscute pentru tonul lor ironic și satiric, reflectând viața urbană a Parisului din acea perioadă.

## Viena
La Viena, taxiurile trase de cai sunt numite "Fiaker". Acestea sunt o atracție turistică populară în oraș și au fost prezentate în muzica populară vieneză, inclusiv în cântecul "Fiakerlied" al lui Gustav Pick. Fiaker și șoferii lor au apărut, de asemenea, în operele lui Johann Strauss și în opera "Arabella" a lui Richard Strauss, unde actul al doilea are loc la balul șoferilor de Fiaker.

În epoca contemporană, trăsurile trase de cai sunt folosite în special ca atracții turistice, pentru a reconstitui epoca din secolele XVIII și XIX. În această privință, capitala Austriei, Viena, este renumită pentru trăsurile trase de cai, care sunt o atracție turistică populară în oraș. Există mai multe standuri oficiale de trăsuri în Viena, cum ar fi cele din Schönbrunn, Hofburg și Stephansplatz.

## Galerie

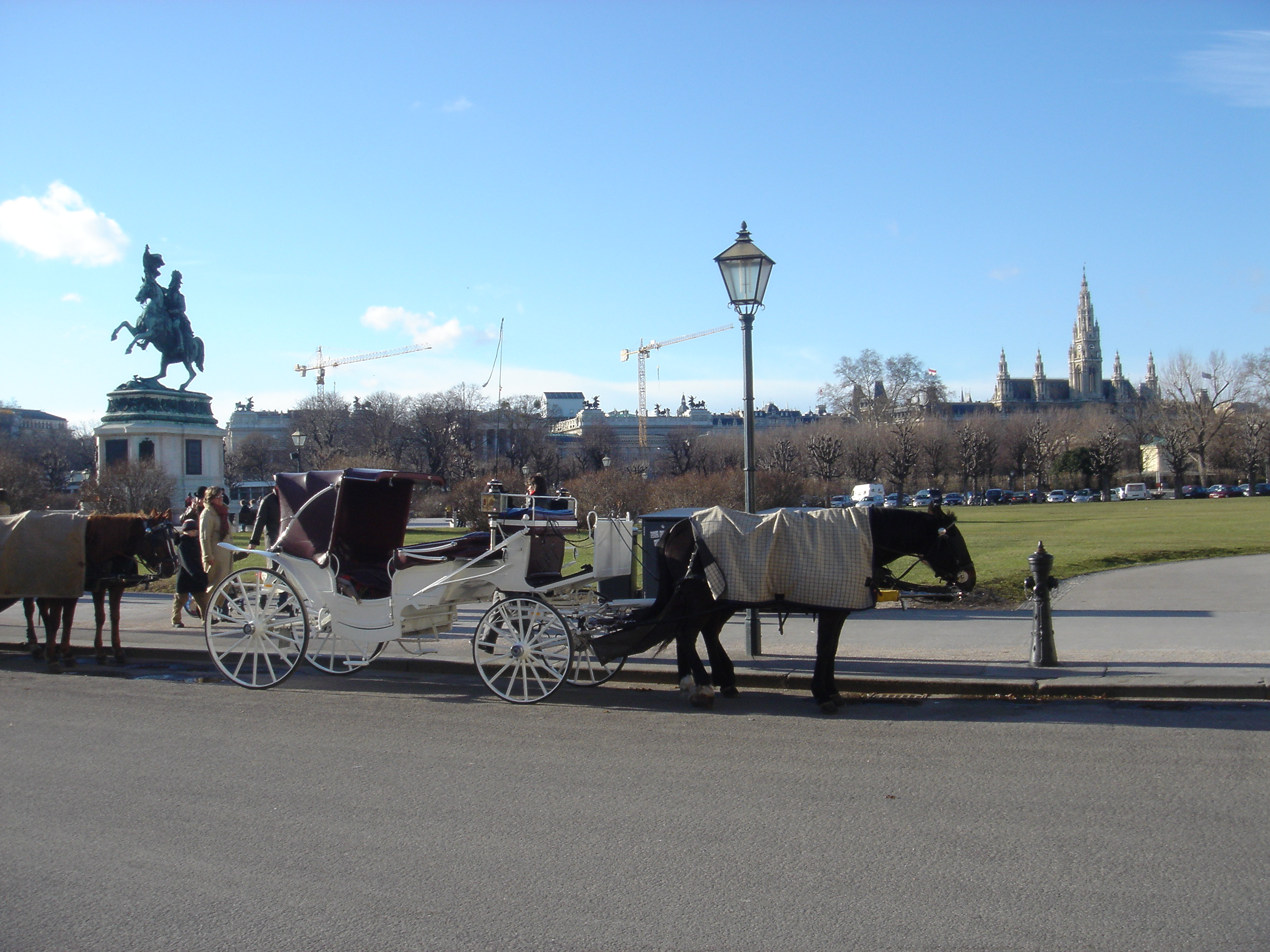
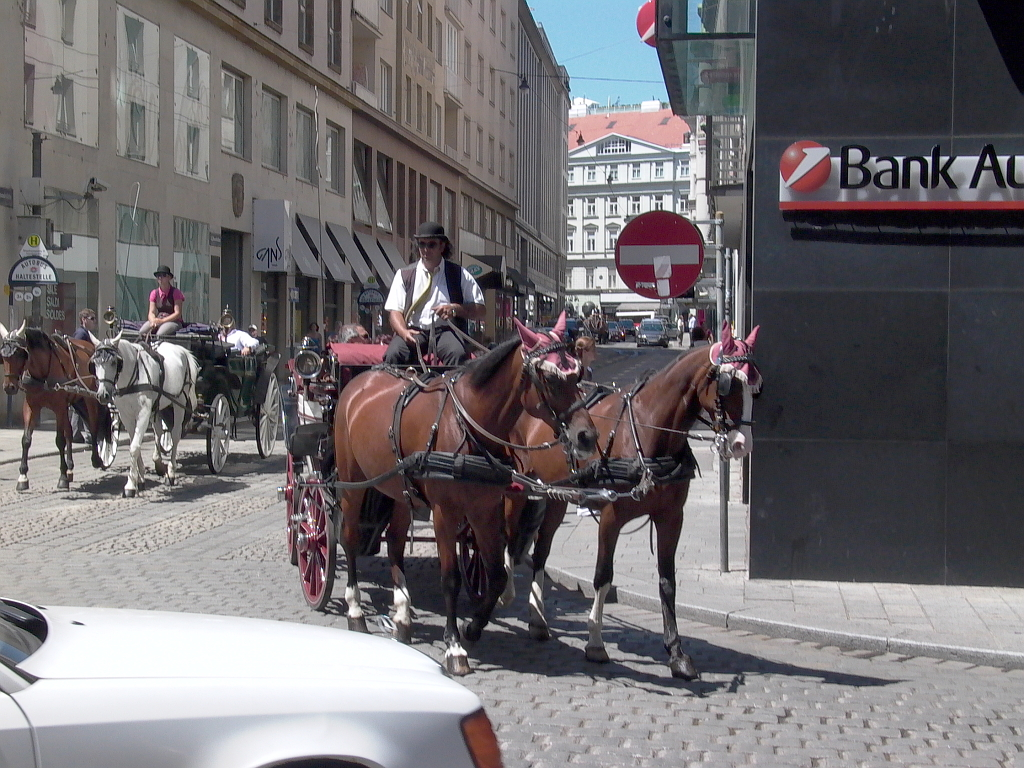
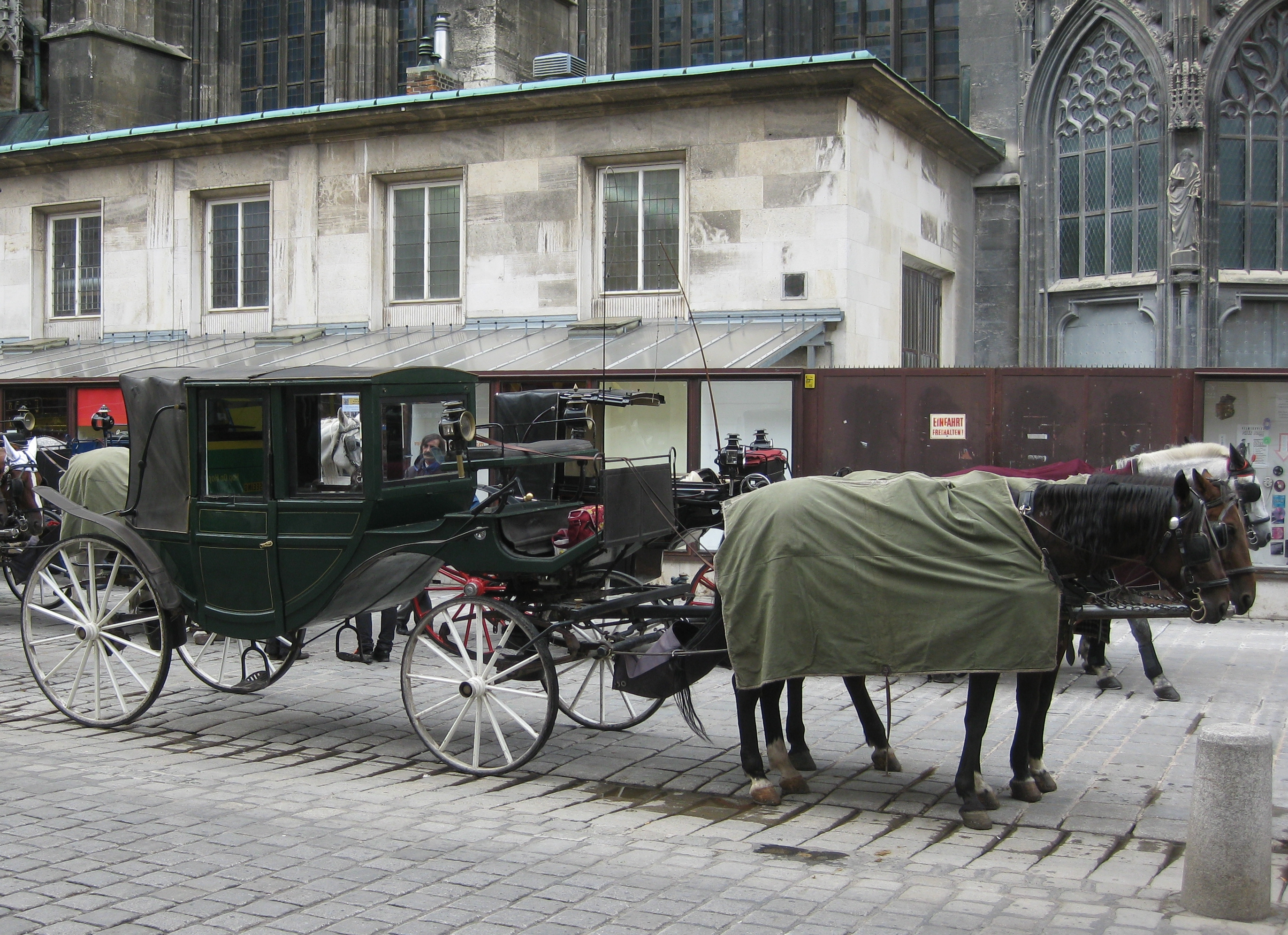
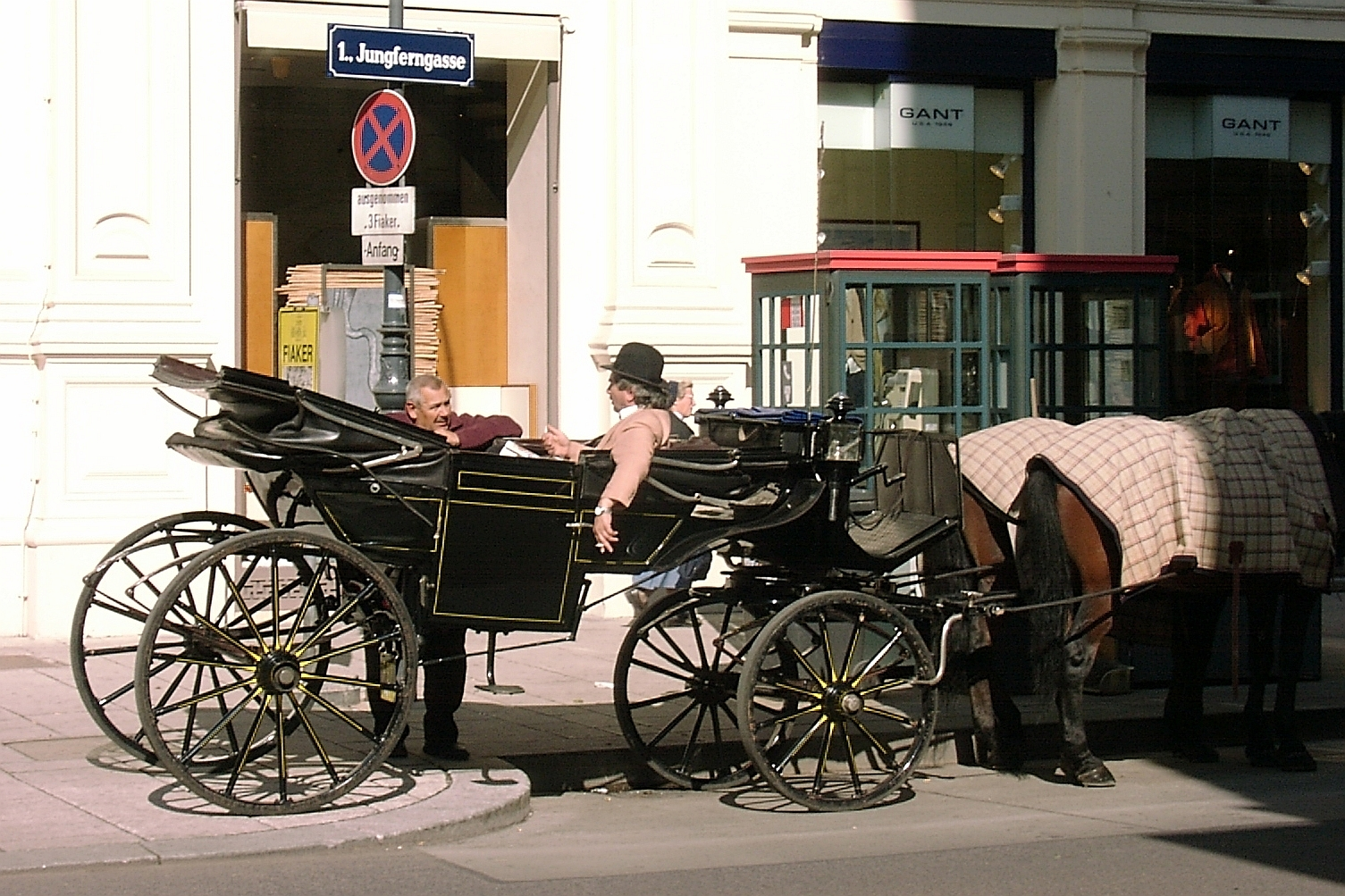
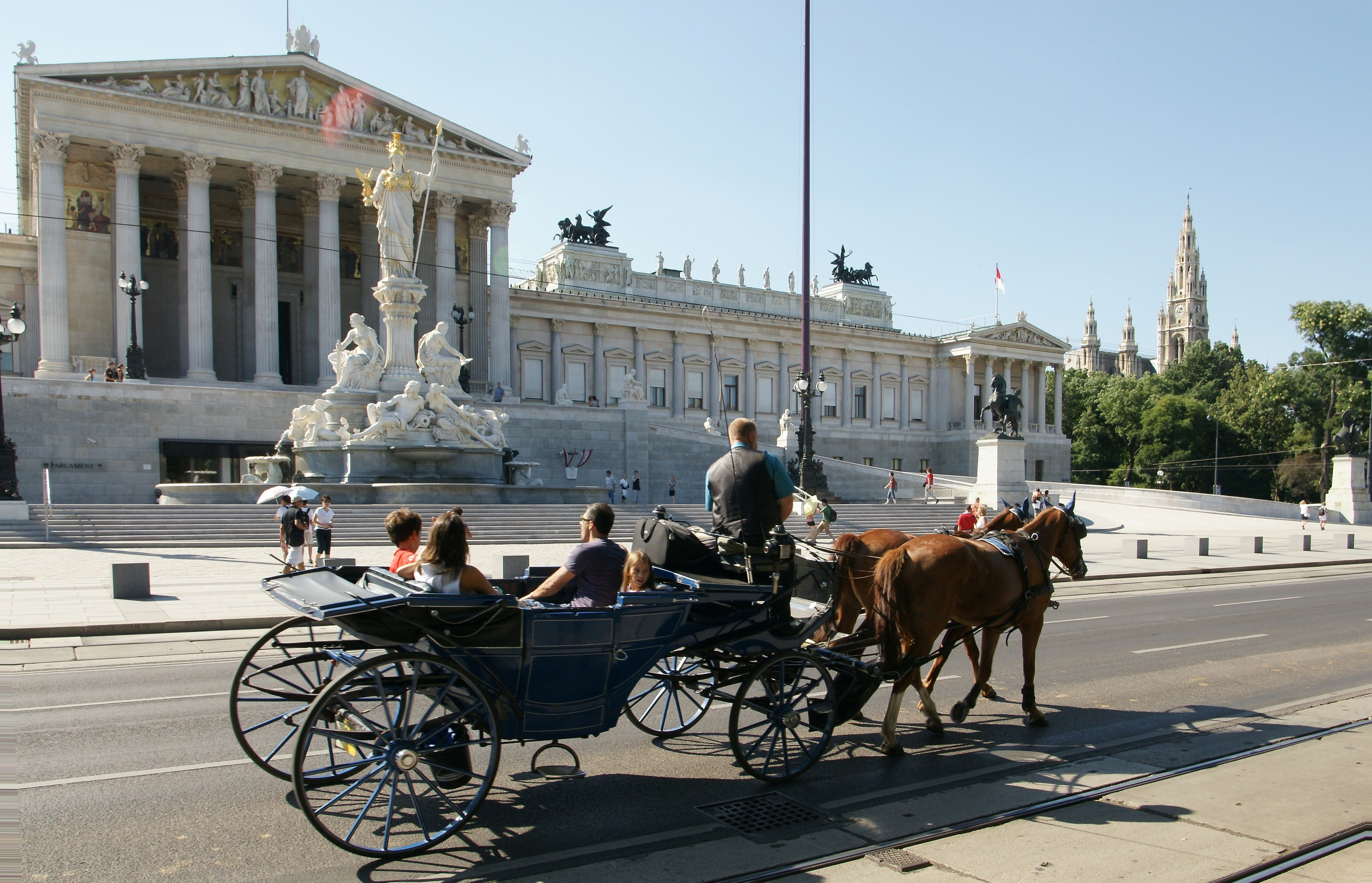
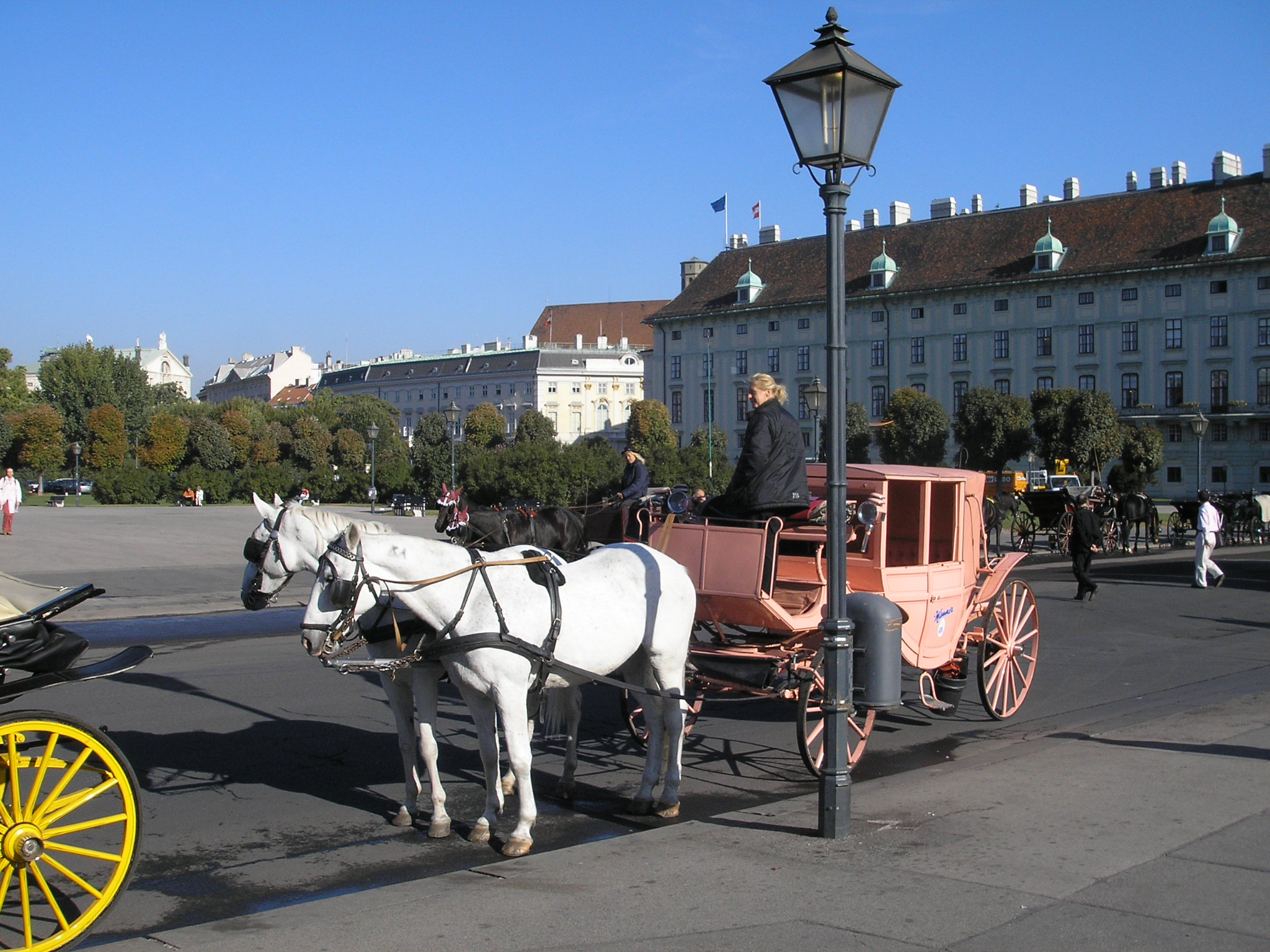